# Equilíbrio de Hardy-Weinberg

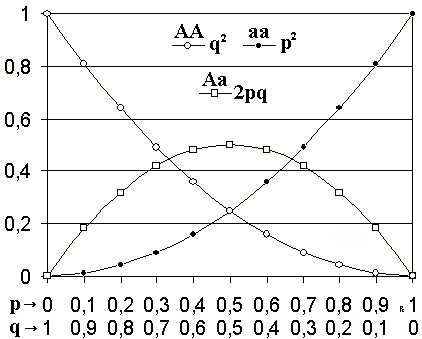
princípio Hardy–Weinberg para dois alelos: o eixo horizontal mostra as duas frequências alélicas p e q, o eixo vertical mostra as frequências genotípicas e os três possíveis genótipos são representados pelos diferentes glifos

O equilíbrio de Hardy-Weinberg (também princípio de Hardy-Weinberg, ou lei de Hardy-Weinberg) é a base da genética de populações. Foi demonstrado independentemente por Godfrey Harold Hardy na Inglaterra e por Wilhelm Weinberg, na Alemanha, em 1908. Afirma que,  em uma população mendeliana, dentro de determinadas condições, as frequências alélicas permanecerão constantes ao passar das gerações. Independentemente de um gene ser raro ou frequente, sua frequência permanecerá a mesma com relação aos outros desde que essas condições sejam mantidas. Por pura intuição poder-se-ia supor que alelos raros se tornariam cada vez mais raros e que alelos frequentes aumentassem cada vez mais sua frequência, simplesmente por já serem raros ou comuns, mas o princípio de Hardy-Weinberg demonstra matematicamente que isso não ocorre.
No caso mais simples de um único locus com dois alelos A e a com frequências alélicas p e q, respectivamente, o princípio de H-W prediz que a frequência genotípica para o homozigoto AA será p², para o heterozigoto Aa será 2pq e os outros homozigotos aa será de q².

## Pressupostos
Os pressupostos originais para o equilíbrio Hardy-Weinberg eram que a população considerada é idealizada, ou seja:
- É infinita (ou efetivamente assim, no sentido de eliminar-se a deriva genética);
- Está sob um regime de reprodução sexuada;
- Os indivíduos acasalam-se aleatoriamente (sem seleção sexual ou desvio de aleatoriedade por dispersão geográfica);
- Diplóide;
- Tem número de fêmeas igual ao número de machos;
- Todos os casais são férteis e têm o mesmo número de prole.

E não sofre:
- seleção natural
- mutações
- migração (sem fluxo génico)

Em outras palavras, a população precisa ser infinitamente grande, reproduzir-se aleatoriamente, e também não estar sujeita a evolução.

## Causas de desvio
Quando os pressupostos de Hardy–Weinberg não são satisfeitos ocorrem desvios das expectativas, mas dependendo de qual pressuposto não é satisfeito, esses desvios podem ou não ser estatisticamente detectáveis. Desvios podem ser causados por efeito Wahlund, entrecruzamento, acasalamento não-aleatório, seleção, ou deriva genética. Acasalamento não aleatório mudará apenas as frequências genotípicas dos alelos especificamente envolvidos. Deriva genética é particularmente efetiva em populações pequenas. Desvios causados por seleção, de qualquer forma, muitas vezes precisam de um coeficiente de seleção para que valores significativos possam ser detectados, o que torna o teste de desvios das proporções Hardy-Weinberg considerado fraco como um teste de seleção.

## Derivação
Uma melhor descrição estatística do princípio H-W é que alelos da geração seguinte para qualquer indivíduo são escolhidos independentemente. Considere dois alelos, A e a de um mesmo loco gênico, com frequências p e q, respectivamente, na população. As diferentes formas de criar novos genótipos podem ser determinados com o uso de um quadro de Punnet, onde o tamanho de cada célula é proporcional à fração de cada genótipo na geração seguinte:
|        |       | Fêmeas  | Fêmeas  |
| A (p)  | a (q) |         |         |
| ------ | ----- | ------- | ------- |
| Machos | A (p) | AA (p²) | Aa (pq) |
| Machos | a (q) | aA (qp) | aa (q²) |

Então as três possíveis frequências genotípicas finais, na prole, se os alelos são dispersos independentemente, se tornam:
- {\displaystyle f(\mathbf {AA} )=p^{2}\,}
- {\displaystyle f(\mathbf {Aa} )=2pq\,}
- {\displaystyle f(\mathbf {aa} )=q^{2}\,}

Isso é normalmente alcançado em uma geração, exceto se uma população for criada ao se cruzarem machos e fêmeas com diferentes frequências alélicas; nesse caso, o equilíbrio é atingido em duas gerações.

## Ligação sexual
Onde um gene é ligado ao sexo, o sexo heterogamético (ex.: machos humanos) têm apenas uma cópia do gene e são efetivamente haplóides para esse gene, enquanto que o sexo homogamético (ex.: fêmeas humanas) são diplóides. Então a frequência do genótipo em equilíbrio é {\displaystyle p} e {\displaystyle q} para o sexo heterogâmico mas {\displaystyle p^{2}}, {\displaystyle 2pq} e {\displaystyle q^{2}} para o sexo homogamético.
Por exemplo, em humanos o daltonismo é causado por um alelo recessivo ligado ao cromossomo X. A frequência em homens é de cerca de 1 para 12 (ou 0,083) enquanto afeta certa de 1 em 250 mulheres (0,004).
Se uma população é formada por machos e fêmeas com diferentes frequências alélicas, então a frequência do alelo na geração seguinte entre a população masculina segue a da população feminina na geração anterior, já que cada macho recebe o seu cromossomo X de sua mãe. A população converge em equilíbrio, dentro de cerca de um máximo de doze gerações.

## Generalizações
A simples derivação acima pode ser generalizada para mais de dois alelos e poliploidia.

### Generalização para mais de dois alelos
Considere a frequência de um outro alelo,  {\displaystyle r}. O caso de dois alelos é a expansão binominal de {\displaystyle (p+q)^{2}}, e então o caso de três alelos é a expansão binominal de {\displaystyle (p+q+r)^{2}}
{\displaystyle (p+q+r)^{2}=p^{2}+r^{2}+q^{2}+2pq+2pr+2qr}
Mais geralmente, considere os alelos A1, ... Ai dados [e;as frequências alélicas {\displaystyle p_{1}} a {\displaystyle p_{i}};
{\displaystyle (p_{1}+\cdots +p_{i})^{2}}
para todos homozigotos:
{\displaystyle f(A_{i}A_{i})=p_{i}^{2}}
e para todos heterozigotos:
{\displaystyle f(A_{i}A_{j})=2p_{i}p_{j}}

### Generalização para poliploidia
O princípio Hardy-Weinberg pode também ser generalizado para sistemas poliplóides, isso é, para populações tendo mais de duas cópias de cada cromossomo. Considere novamente apenas dois alelos. O caso diplóide é a expansão binominal de
{\displaystyle (p+q)^{2}}
e logo o caso poliplóide é a expansão binominal de:
{\displaystyle (p+q)^{c}}
onde c é a ploidia, por exemplo, tetraploidia (c = 4):
| Genótipo                                                         | Frequência                  |
| ---------------------------------------------------------------- | --------------------------- |
| {\displaystyle \mathbf {A} \mathbf {A} \mathbf {A} \mathbf {A} } | {\displaystyle p^{4}}       |
| {\displaystyle \mathbf {A} \mathbf {A} \mathbf {A} \mathbf {a} } | {\displaystyle 4p^{3}q}     |
| {\displaystyle \mathbf {A} \mathbf {A} \mathbf {a} \mathbf {a} } | {\displaystyle 6p^{2}q^{2}} |
| {\displaystyle \mathbf {A} \mathbf {a} \mathbf {a} \mathbf {a} } | {\displaystyle 4pq^{3}}     |
| {\displaystyle \mathbf {a} \mathbf {a} \mathbf {a} \mathbf {a} } | {\displaystyle q^{4}}       |

### Generalização completa
Uma fórmula completamente generalizada é a expansão multinominal de {\displaystyle (p_{1}+\cdots +p_{n})^{c}}:
{\displaystyle (p_{1}+\cdots +p_{n})^{c}=\sum _{k_{1},\ldots ,k_{n}\,:\,k_{1}+\cdots +k_{n}=c}{c \choose k_{1},\ldots ,k_{n}}p_{1}^{k_{1}}\cdots p_{n}^{k_{n}}}

## Aplicações
O princípio Hardy–Weinberg pode ser aplicado em duas formas, em qualquer delas a população é assumida como estando nas proporções Hardy–Weinberg, onde as frequências genotípicas podem ser calculadas, ou se as frequências genotípicas de todos os três genótipos são conhecidas, eles podem ser testados para desvios estatisticamente significativos.

### Aplicação para casos de dominância completa
Suponhamos que os fenótipos de AA e Aa sejam indistinguíveis, ou seja, que há uma completa dominância. Assumindo que o princípio Hardy-Weinberg aplica-se à população, então {\displaystyle q} pode ainda ser calculado a partir de f(aa):
{\displaystyle q={\sqrt {f(aa)}}}
e {\displaystyle p} pode ser calculado a partir de {\displaystyle q}. E então uma estimativa de f(AA) e f(Aa) derivada de {\displaystyle p^{2}} e {\displaystyle 2pq} respectivamente. Perceba ainda assim, que o equilíbrio dessa população não pode ser testado por estar sendo assumido a priori.

### Teste de significância de desvio
Testar o desvio do equilíbrio H-W é geralmente feito através do teste qui-quadrado de Pearson, usando as frequências observadas dos genótipos obtidas dos dados e as frequências genotípicas esperadas obtidas usando-se o princípio H-W. Para sistemas onde há grandes números de alelos, isso pode resultar em dados com muitos genótipos vazios possíveis e baixa contagem de genótipos, porque muitas vezes não há indivíduos suficientes presentes na amostra para adequadamente representar todas as classes genotípicas. Se esse é o caso, então a pressuposição assintótica da distribuição qui-quadrado não irá mais se manter, e pode ser necessário usar a forma do teste exato de Ronald Fisher, que requer um computador para ser resolvido.

### Exemplo de testeχ2{\displaystyle \chi ^{2}\,\!}para desvio
Esses dados são de E.B. Ford (1971) sobre a mariposa Callimorpha dominula, para a qual os fenótipos de uma amostra da população foram registrados. A distinção genótipo-fenótipo é assumida como sendo insignificantemente pequena. A hipótese nula é que a população está em proporções Hardy-Weinberg, e a hipótese alternativa é que a população não está nessas proporções.
| Genótipo | Manchas brancas (AA) | Intermediárias (Aa) | Pequenas manchas (aa) | Total |
| Número   | 1469                 | 138                 | 5                     | 1612  |

A partir de onde as frequências alélicas podem ser calculadas:
| {\displaystyle p\,\!} | {\displaystyle ={2\times \mathrm {obs} (AA)+\mathrm {obs} (Aa) \over 2\times (\mathrm {obs} (AA)+\mathrm {obs} (Aa)+\mathrm {obs} (aa))}\,\!} |
|                       | {\displaystyle ={1469\times 2+138 \over 2\times (1469+138+5)}\,\!}                                                                            |
|                       | {\displaystyle ={3076 \over 3224}\,\!} |
|                       | {\displaystyle =0.954\,\!} |
e
| {\displaystyle q\,\!} | {\displaystyle =1-p\,\!}     |
|                       | {\displaystyle =1-0.954\,\!} |
|                       | {\displaystyle =0.046\,\!}   |
Então a expectativa Hardy-Weinberg é:
| {\displaystyle \mathrm {Exp} (AA)=p^{2}n=0.954^{2}\times 1612=1467.4\,\!} |
| {\displaystyle \mathrm {Exp} (Aa)=2pqn=2\times 0.954\times 0.046\times 1612=141.2\,\!} |
| {\displaystyle \mathrm {Exp} (aa)=q^{2}n=0.046^{2}\times 1612\leq 3.4\,\!} |
O teste qui-quadrado de Pearson afirma:
| {\displaystyle \chi ^{2}\,\!} | {\displaystyle =\sum {(O-E)^{2} \over E}\,\!}                                                               |
|                               | {\displaystyle ={(1469-1467.4)^{2} \over 1467.4}+{(138-141.2)^{2} \over 141.2}+{(5-3.4)^{2} \over 3.4}\,\!} |
|                               | {\displaystyle =0.001+0.073+0.756\,\!}                                                                      |
|                               | {\displaystyle =0.83\,\!}                                                                                   |
Há um grau de liberdade. (Graus de liberdade para {\displaystyle \chi ^{2}\,\!} testes quadrados são normalmente n −  onde {\displaystyle n\,\!} é o número de classes de genótipos). Ainda assim, um grau de liberdade é perdido pelos valores esperados terem sido estimados a partir dos valores observados). O nível de significância 5% para 1 grau de liberdade é 3,84, e já que o valor {\displaystyle \chi ^{2}\,\!} é menor que isso, a hípotese nula de que a população está em equilíbrio Hardy-Weinberg não é rejeitada.

## Estatística-F
Em estatística-F, a medida de F é a frequência observada de heterozigotos sobre aquela esperada a partir do equilíbrio Hardy-Weinberg:
{\displaystyle F={\frac {\operatorname {O} (f(\mathbf {Aa} ))}{\operatorname {E} (f(\mathbf {Aa} ))}},\!}
onde o valor esperado do equilíbrio Hardy-Weinberg é dado por
{\displaystyle \operatorname {E} (f(\mathbf {Aa} ))=2\,p\,q\,n,\!}
Por exemplo, para os dados de Ford acima:
{\displaystyle F={138 \over 141.2}}
{\displaystyle =0.977.\,}

## História
A genética mendeliana foi redescoberta em 1900. Ainda assim, permaneceu um tanto controversa por vários anos pois não se sabia como ela poderia causar continuidade de caracteres. Undy Yule (1902) argumentou contra o mendelismo por pensar que alelos dominantes aumentariam na população. O estado-unidense Wiliam E. Castle (1903) demonstrou que sem seleção as frequências genotípicas permaneceriam estáveis. Karl Pearson (1903) encontrou uma posição de equilíbrio com valores de {\displaystyle p=q=0.5\,\!}. Reginald Punnett, incapaz de responder ao ponto de Yule, introduziu o problema a Godfrey Harold Hardy, um matemático britânico, com o qual ele jogava cricket. Hardy era um matemático puro e ocupou-se de matemática aplicada com certo desdém; sua visão do uso da matemática pelos biólogos apareceu em seu artigo de 1908 onde ele o descreve como "muito simples".
Ao editor da Science: estou relutante em me intrometer numa discussão de assuntos nos quais eu não tenho experiência ou conhecimento, e eu deveria esperar que o ponto muito simples que eu desejo fazer fosse familiar aos biólogos. De qualquer maneira, alguns comentários do sr. Undy Yule, para quem o sr. R. C. Punnett chamou minha atenção, sugerem que isso ainda vale a pena ser feito...
Suponho que Aa é um par de caracteres mendelianos, A sendo o dominante, e que em qualquer dada geração o número de dominantes puros {\displaystyle (AA)\,\!}, heterozigotos {\displaystyle (Aa)\,\!}, e recessivos puros {\displaystyle (aa)\,\!} são de {\displaystyle p:2q:r\,\!}. Finalmente, suponho que os números são consideravelmente grandes, então o acasalamento pode ser considerado como aleatório, que os sexos são homogeneamente distribuídos pelas três variedades, e que todos eles são igualmente férteis. Um pouco de matemática do tipo de tabela de multiplicação é suficiente para mostrar que na próxima geração os números serão de {\displaystyle (p+q)^{2}:2(p+q)(q+r):(q+r)^{2}\,\!}, ou de {\displaystyle p_{1}:2q_{1}:r_{1}\,\!}, digamos.
A questão interessante é - em que circunstâncias essa distribuição será a mesma que era na geração anterior? É fácil ver que a condição pra isso é {\displaystyle q^{2}=pr\,\!}. E já que {\displaystyle q_{1}^{2}=p_{1}r_{1}\,\!}, quaisquer sejam os valores de {\displaystyle p\,\!}, {\displaystyle q\,\!}, e {\displaystyle r\,\!}, a distribuição irá em qualquer caso continuar estável depois da segunda geração
O princípio foi conhecido como lei de Hardy dentro dos países de língua inglesa até que Curt Stern (1934) mencionasse que isso tinha sido primeiramente sido formulado independentemente em 1908 pelo médico alemão Wilhem Weinberg (ver Crow 1999).